# Kecamatan Muarahau
Kecamatan Muarahau är ett distrikt i Indonesien.   Det ligger i provinsen Kalimantan Timur, i den nordvästra delen av landet, 1 400 km nordost om huvudstaden Jakarta.